# Ribbegopler
 Ikke at forveksle med gopler.
Ribbegopler (latin: Ctenophora) er en betegnelse for en dyrerække. Nogle tror at jordens ældste og første dyr er ribbegoplerne. (Ribbegopler forveksles ofte med gopler, men de tilhører en anden række). Nogle moderne fylogenetiske undersøgelser antyder at  gruppen er mindre beslægtet med andre dyr i Metazoa end Parazoa og dermed at Metazoa nok skal opsplittes. Præcis hvordan Parazoa og Ctenophora skal placeres i forhold til hinanden og resten af dyrene med nerver og muskler er ikke helt afklaret.[kilde mangler]
Ctenophora er kendetegnet ved dyr, som ikke har muskler men nervesystem, som dog fungerer meget anderledes end ved andre dyr, der er blandt andet ikke synapser mellem nerverne, men direkte sammensmeltning.[kilde mangler]

## Beskrivelse
Ribbegoplerne har otte striber/"ribber", der løber fra dens top til bund. Hver af disse ribber består af små tværstillede blade, der består af fimrehår. Bladene anvender den til at svømme med.
De fleste af ribbegoplerne har to lange tentakler – en i hver side – med klæbeceller. I dens "hoved" sidder et ligevægtsorgan, der koordinerer bevægelserne, så den ikke bare flyder rundt på må og få. Desuden har den to mundlapper, der anvendes til at indfange føde: Plankton, samt fiskeæg og -larver.

## Forplantning
Ribbegoplen er hermafrodit, men det er dog fortsat noget uklart, hvorvidt den er i stand til at befrugte sig selv eller om den behøver en partner. Visse larver af goplen bliver kønsmodne og formerer sig allerede inden de er voksne. Således kan der forekomme en kæmpevækst, hvis livsbetingelserne er gode. Normalt bliver den kønsmoden nogle uger efter at den er udklækket og kan på 10 dage producere 12.000 æg.

## Artseksempler
I farvandene omkring Danmark findes den lille stikkelsbærgople (Pleurobrachia pileus), den større tolappet ribbegople (Bolinopsis infundibulum), samt stor ribbegople (Beroe cucumis). Endelig er Amerikansk ribbegople ("dræbergoplen") blevet observeret primo 2007.